# Laïla Nehmé
Laïla Nehmé, née le 12 septembre 1966 à Beyrouth au Liban, est une historienne, archéologue et épigraphiste française spécialiste du Proche-Orient de l'Antiquité tardive.

## Biographie

### Jeunesse et formation
Née à Beyrouth d'une mère française originaire de Saint-Étienne, et d'un père libanais, elle décide de s'orienter vers l'archéologie et l'étude de l’histoire, lors d’une rencontre avec une personne qui restaurait des céramiques provenant d’une fouille au nord du Liban, alors qu’elle était lycéenne à Beyrouth.
Laïla Nehmé obtient un baccalauréat littéraire au lycée Molière à Paris, puis rentre en classes préparatoires au lycée Henri-IV dans la même ville, avant de rejoindre l'université Panthéon-Sorbonne pour une licence d'histoire option archéologie. Elle poursuit sa formation jusqu'au  doctorat d’archéologie qu'elle prépare de 1991 à 1994 sous la direction de Jean-Marie Dentzer, grâce à une allocation de recherche du Ministère de la Recherche. Parallèlement à cela, elle suit des cours de grec, d'hébreu biblique, d'araméen et de grammaire sémitique comparée à l'École des langues et des civilisations de l'Orient ancien à l'Institut catholique de Paris, où elle obtient plusieurs certificats supérieurs dans ces langues.

### Carrière
Après avoir soutenu sa thèse, en 1994, elle réalise un court séjour post-doctoral à l'université Brown, aux États-Unis, avant d'être recrutée comme assistante de recherche à l'Oriental Institute de l'université d'Oxford au Royaume-Uni. Elle est recrutée au Centre national de la recherche scientifique comme chargée de recherches de 2e classe en 1995 et passe avec succès le concours des directeurs de recherche en 2014. 
Sa formation est complétée par une habilitation à diriger des recherches, préparée sous la direction de Michel Reddé et soutenue en 2013 à l'École pratique des hautes études (EPHE).
Elle est plus précisément spécialisée dans l'épigraphie nabatéenne et nord-arabique, en tant que chercheuse statutaire accueillie au Collège de France.

## Travaux
Elle est principalement connue pour ses recherches sur les inscriptions nabatéennes, sur l'écriture nabatéenne et son évolution vers l'arabe, ainsi que par les fouilles auxquelles elle a participé ou qu'elle a dirigées en Syrie (Sia, Bosra et Zalaf où elle a cartographié et recensé les inscriptions safaïtiques), en Jordanie (Pétra, Khirbet adh-Dharih) et en Arabie saoudite (Madâin Sâlih, ancienne Hégra,,, où sa réputation lui permet de s'affranchir des contraintes vestimentaires habituellement imposées aux femmes.
Elle a été commissaire de l'exposition « Al-'Ula, merveille d'Arabie. L'oasis aux 7 000 ans d'histoire », à l'institut du monde arabe en 2019-2020.

## Honneurs et distinctions

### Décorations
- Chevalière de la Légion d'honneur (2022)[10]
- Chevalière de l'ordre national du Mérite (2010)[1]

### Distinctions
- Prix Clio pour la recherche archéologique (2007)[1],[11].
- Prix d'archéologie de la Fondation Simone et Cino del Duca, pour les fouilles du site de Madâin Sâlih, ancienne Hégra (2008)[5].

## Publications
- avec François Villeneuve : Pétra, métropole de l'Arabie antique, Paris, Le Seuil, 1999, 168 p. (ISBN 2-02-032280-3).
- Atlas archéologique et épigraphique de Pétra : Fascicule 1 : De Bāb as-Sīq au Wādī al-Farasah, Paris, Académie des inscriptions et belles-lettres, coll. « Épigraphie & archéologie », 2012, 266 p.-LI p. de pl. (ISBN 978-2-87754-286-9).
- (en) A recently-discovered Nabataean sanctuary, possibly devoted to the sun-god, Gorgias Press, coll. « Analecta Gorgiana » (no 1005), 2014, 18 p. (ISBN 978-1-61719-830-4) (tiré-à-part de l'article publié en 2012 dans From Ugarit to Nabataea, p. 153-166).
- Archéologie au pays des Nabatéens d'Arabie : guide de Hégra, Paris, Maisonneuve & Larose, 2019, 261 p.[12].

### Direction d'ouvrages collectifs
- Guerre et conquête dans le Proche-Orient ancien (actes de la table ronde du 14 novembre 1998 organisée par l'URA 1062 Études sémitiques), Paris, Maisonneuve, coll. « Antiquités sémitiques » (no 4), 1999, 175 p. (ISBN 2-7200-1123-1).
- avec Lucy Wadeson : (en) The Nabataeans in Focus : Current Archaeological Research at Petra. Papers from the Special Session of the Seminar for Arabian Studies held on 29 July 2011, Oxford, Archaeopress, coll. « Proceedings of the Seminar for Arabian Studies » (no 42), 2012, V-141 p. (ISBN 9781905739554)
- Les tombeaux nabatéens de Hégra, Paris, Académie des inscriptions et belles-lettres, coll. « Épigraphie & archéologie » (no 2), 2015, 2 vol. (ISBN 978-2-87754-328-6).
- avec Ahmad Al-Jallad : (en) To the madbar and back again : studies in the languages, archaeology, and cultures of Arabia dedicated to Michael C.A. Macdonald, Leyde, Boston, Brill, coll. « Studies in Semitic Languages and Linguistics » (no 92), 2017, XLIV-714 p. (ISBN 9789004356122, présentation en ligne).
- (en) The Darb al-Bakrah. A Caravan Route in North-West Arabia Discovered by Ali I. al-Ghabban. Catalogue of the inscriptions, Riyad, Saudi Commission for Tourism and National Heritage, coll. « Series of Archaeological Refereed Studies » (no 50), 2018, 365 p..
- avec Abdulrahman Alsuhaibani : Alula : merveille d'Arabie (catalogue d'exposition), Paris, Gallimard / Institut du monde arabe, 2019, 141 p. (ISBN 978-2-07-285284-8).